# Thurdinska gården

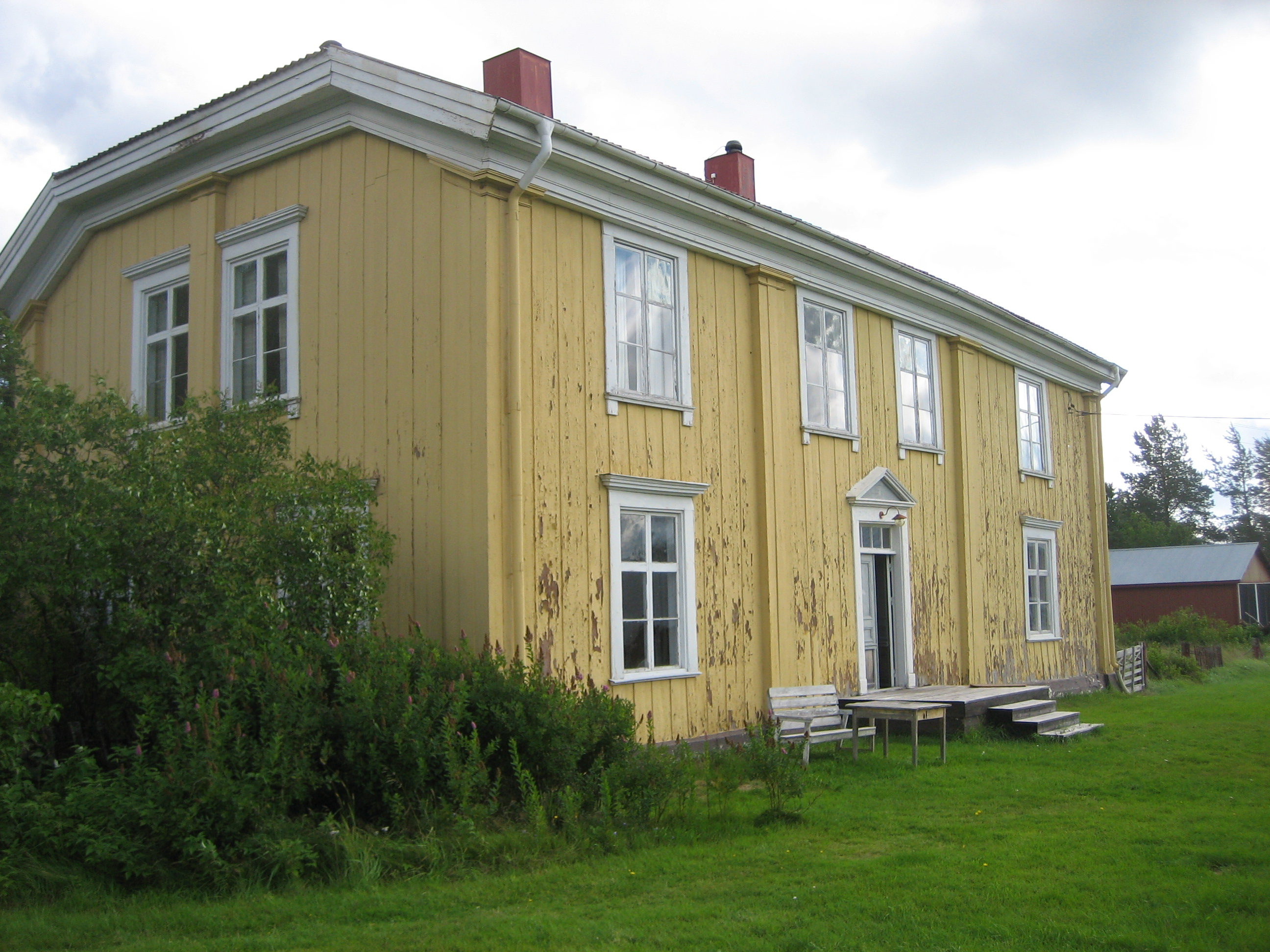
Mangårdsbyggnaden från 1823, tillbyggd 1846-48.

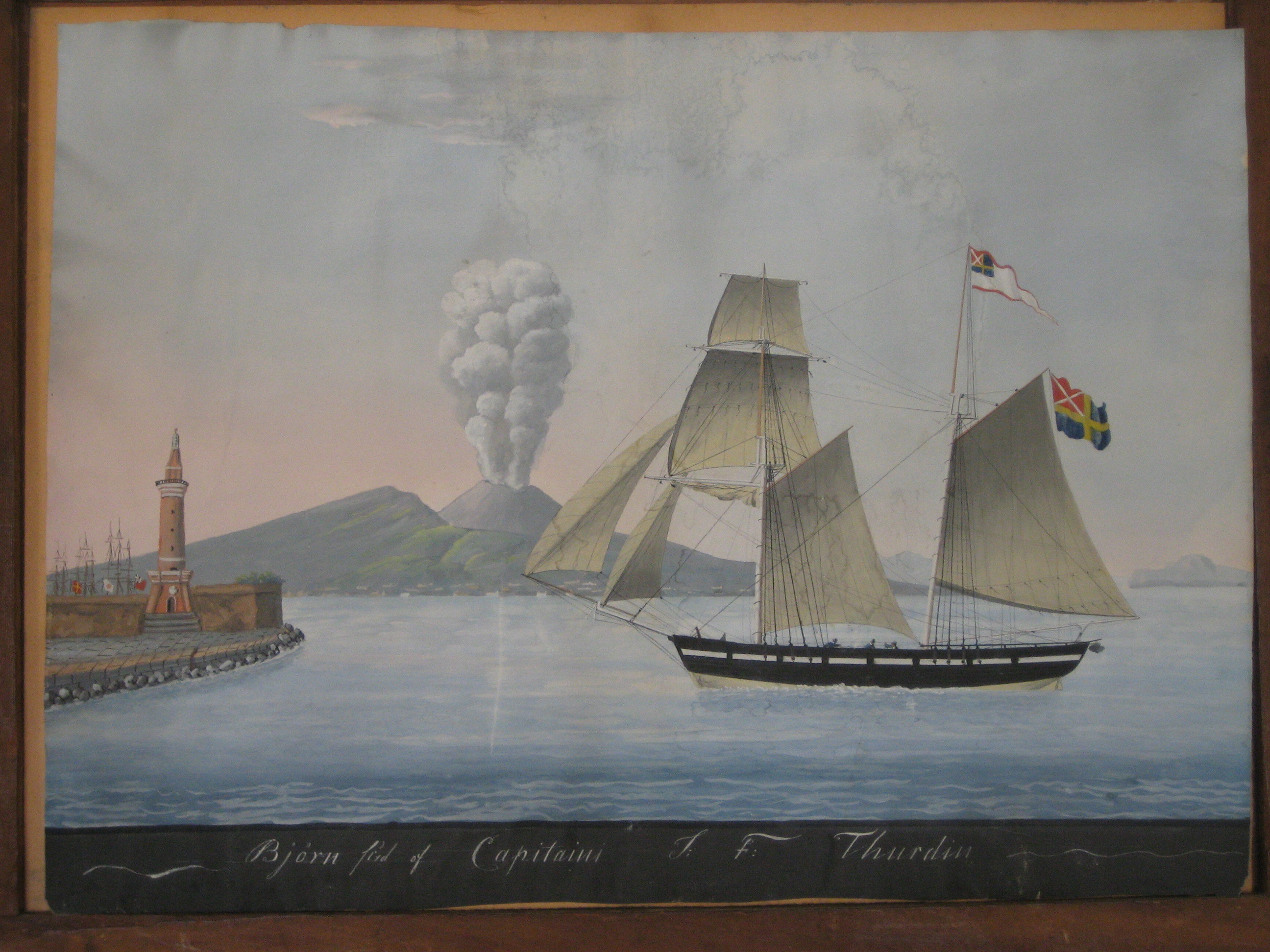
"Björn förd av Capitain J.F. Thurdin". Målningen illustrerar handelsfartyget Björn (tillhörande Häggströmska Handelshuset) i Neapels hamn, cirka 1822. Kapten J.F. Thurdin uppförde Thurdinska gården.

Thurdinska gården är en bevarad norrländsk gård uppförd 1823 (med tillbyggnad 1846-48) i Bobacken, Bygdeå socken, Robertsfors kommun, Västerbotten. 

## Historia
Skutskeppare och kronolänsman Johan Fredric "J.F." Thurdin (1789–1840) köpte fastigheten "Bobacken nr. 5" (5/32 mantal) av Erik Eriksson 1823 och uppförde en gård i tidstypisk stil med mangårdsbyggnad, ekonomibyggnader (bagarstuga, magasin med mera) i vinkel, samt rundloge.
J.F. och hans maka Anna Margareta Carlsdotter från Holmön (1789–1866) hade 12 barn och ett stort antal barnbarn och fosterbarn vilka i perioder bodde på gården. Fyra av J.F.'s och Annas barn dog till sjöss; däribland Carl Johan "C.J." Thurdin (1812-56), kapten på ångskonerten Umeå , som förliste utanför Gnarp i november 1856 och skördade 19 dödsoffer. Många av Thurdinarna verkade i det Häggströmska Handelshusets tjänst, baserat på Dalkarlså Herrgård, strax öster om Bobacken. 
1839 övertogs Thurdinska gården av äldste sonen Coopvardie Capitain Carl Johan Thurdin som även förvärvade intilliggande Bobacken nr. 4. C.J. Thurdin byggde till en våning på mangårdsbyggnaden, installerade kakelugnar från Stockholmsfirman Hoffman & Björkman (1846-48), franska tapeter m.m.

## Byggnaden
Thurdinska gårdens arkitektur är tidstypisk samtidigt som gården har ett antal särpräglande egenheter och detaljer. Sedan 2006 ägs Thurdinska gården (nuvarande fastighetsbeteckning Bobacken 7:3) av Historiska Hus AB som bedriver ett långsiktigt renoverings-, konserverings- och utvecklingsarbete av den kulturhistoriska miljön. Utbildningar hålls regelbundet på gården som även är öppen för besökare.